# Клан Гепберн
Клан Гепберн (шотл. гел. Clan Hepburn) — один з кланів рівнинної частини Шотландії — Лоулендсу. На сьогодні клан Гепберн не має визнаного герольдами Шотландії та лордом Лева вождя, тому називається в Шотландії «кланом зброєносців».

## Історія клану Гепберн
З давніх часів клан Гепберн володів землями на Шотландському Прикордонні. Клан довгий час був типовим кланом Шотландського Прикордоння і здійснював рейди на територію Англії. Є суперечливі версії про походження назви клану Гепберн, хоча всі погоджуються, що назва має територіальне походження. Згідно однієї версії назва клану походить від назви міста Геброн (англ. Hebron), що в Нортумбрії. Згідно іншої версії — більш правдоподібної — назва походить від назви місцевості Гебберн (гельск. — Hebburn) у графствах Тайн та Вір в Шотландії.
Назву Гебберн можна перекласти як «висока могила» або як «узвишшя над водою». Біля замку Чіллінгем збереглися руїни замку Гепберн-бастл, що був колись резиденцією вождів клану Гепберн. У XV—XVI століттях бічна гілка вождів клану Гепберн започаткувала рід графів Боттвеллських — отримавши від короля Шотландії відповідний титул. Судячи по всьому рід вождів клану Гепберн має англо-саксонське походження.
Люди клану Гепберн жили в приході Чілінгем, що в Нортумберленді з 1271 року до кінця XVIII століття.
Засновником роду вождів клану Гепберн вважають Адама де Гепбоурна, що був взятий в полон графом Марч під час чергової війни між Англією та Шотландією. Граф Марч згодом подарував йому землі в Східному Лотіані за те, що Адам врятував життя графа, коли на того напав дикий кінь. Саме тому голова коня є символом клану Гепберн. У середні віки клан Гепберн був впливовим і сильним кланом у Східному Лотіані. У 1500 році були наступні гілки клану Гепберн: Гейлс, Ваутон, Смітон, Болтон, Алдерстон, Берфорд, Бенстон, Гамбі, Кіт, Нанроу, Монкріґґ.
У 1700 році багато людей з клану Гепберн переселились в Ірландію — у Ольстері, в графстві Донегол. І досі там живе чимало людей клану Гепберн.
Серед людей клану Гепберн було чимало відомих людей: Кетрін Гепберн, Одрі Гепберн, Джеймс Гепберн — третій чоловік королеви Шотландії Марії І Стюарт. Але більшість людей з клану Гепберн були каменярами та фермерами.